# Mietvilla Johann Gottfried Böthgen
Die Mietvilla Johann Gottfried Böthgen liegt in der Wasastraße 38 im Stadtteil Serkowitz der sächsischen Stadt Radebeul. Sie wurde 1902/1903 nach Plänen des Architekten Oskar Menzel durch Johann Gottfried Böthgen errichtet.

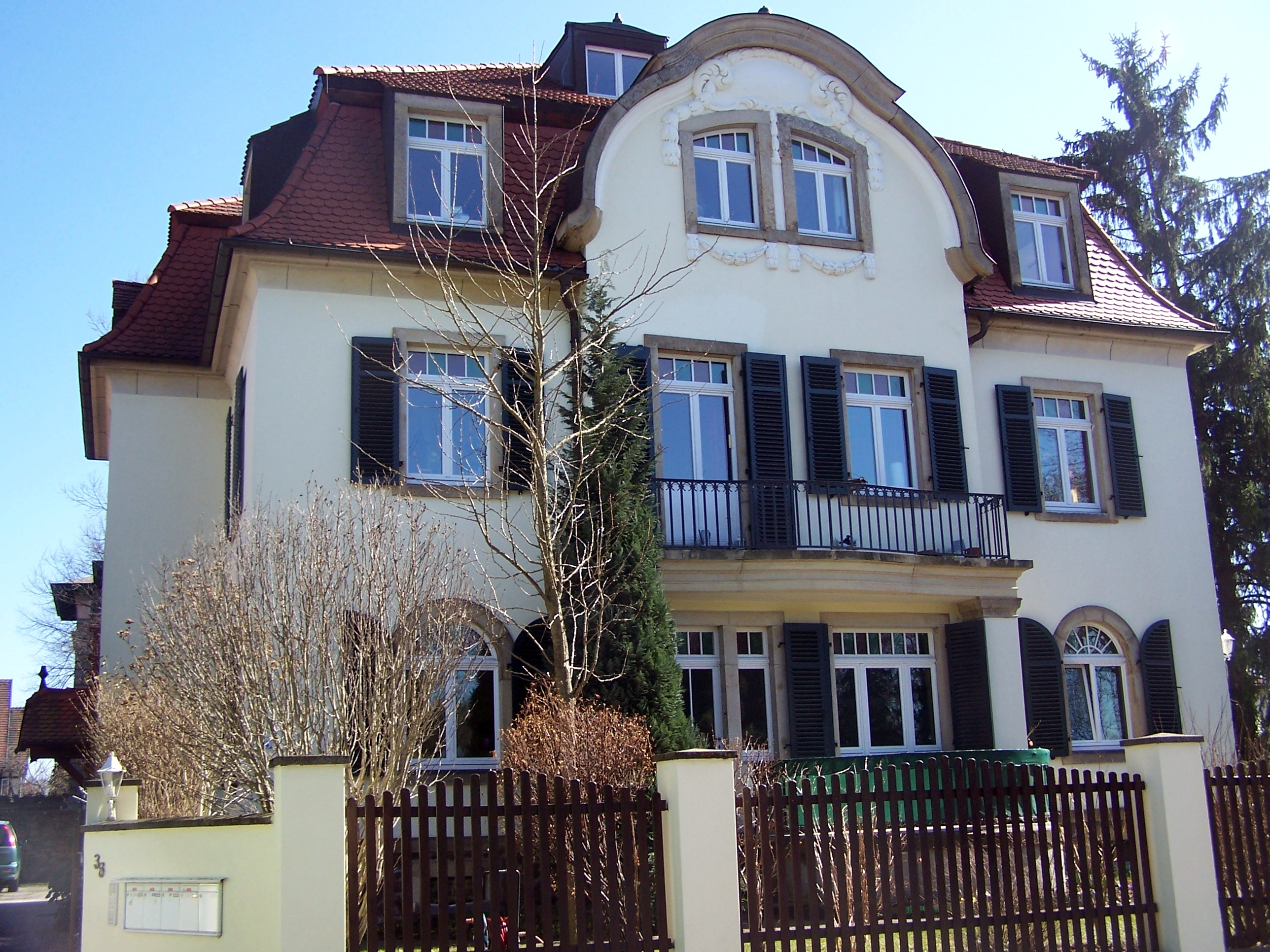
Mietvilla Johann Gottfried Böthgen

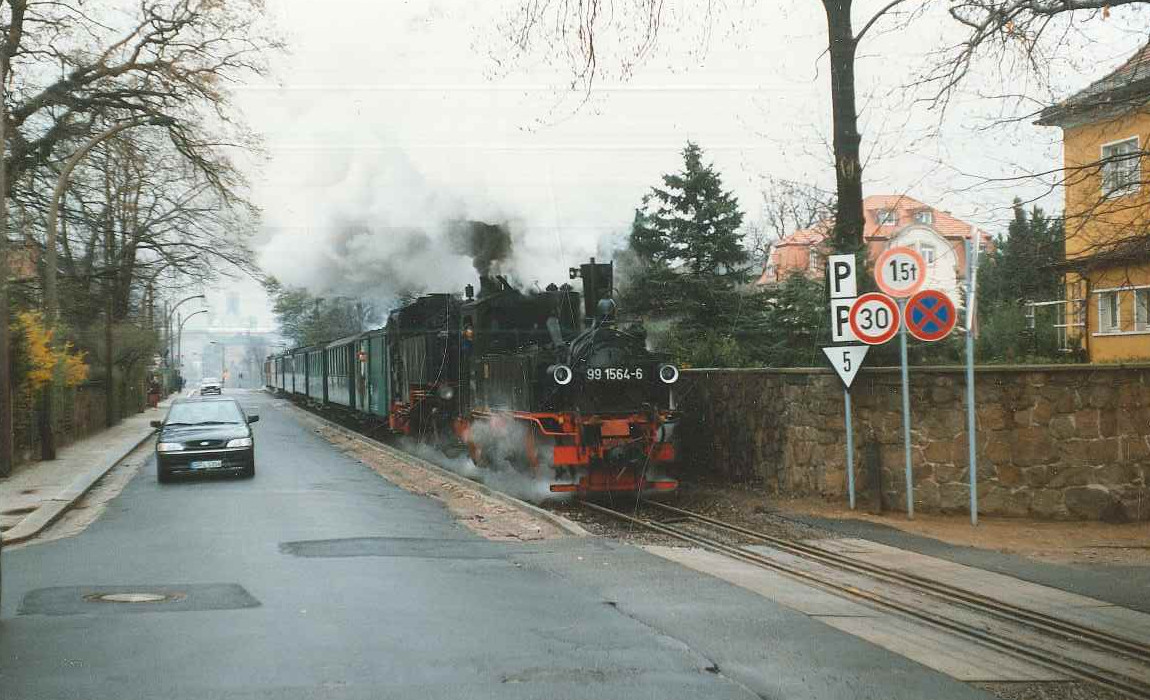
Die Wasastraße 38 rechts im Hintergrund, an der Pestalozzistraße/Kreuzung Dr.-Schmincke-Allee fährt der „Lößnitzdackel“ (1995)

## Beschreibung
Die mit der Einfriedung unter Denkmalschutz stehende Mietvilla ist ein zweigeschossiges, fast quadratisches Wohnhaus auf einem Natursteinsockel und mit einem ausgebauten, ziegelgedeckten Mansarddach. Das Gebäude steht auf der Nordseite des breiten Grundstücks, sodass zur Bahn hin nach Süden ein größerer Garten freibleibt.
In der vierachsigen, symmetrischen Straßenansicht steht ein zweiachsiger Mittelrisalit, der auf Dachhöhe durch einen geschweiften Giebel abgeschlossen wird. Die Giebelfläche um das dortige Zwillingsfenster herum wird durch barockisierende Gehänge verziert, die oberhalb des Fensters eine Stuckkartusche umgeben, während sie unterhalb der zwei Fensterteile jeweils als Feston auftreten. Vor dem Risalit liegt eine Terrasse. Aus dem Obergeschoss tritt ein risalitbreiter Französischer Balkon mit Eisengitter hervor, der eine Tiefe wie die unterhalb stützenden Pfeiler aufweist.
In der linken Seitenansicht tritt ein Treppenhausvorbau hervor, in den der Hauseingang hineinführt.
Das Gebäude ist schlicht verputzt. Die Fassaden werden durch zahlreiche Sandsteinelemente gegliedert, die die Fenster einfassen oder auch das Hauptgesims bilden. Zusätzlich werden die Fenster der beiden Hauptgeschosse von Klappläden begleitet. Die Fenster im Erdgeschoss (Hochparterre) sind rundbogig, die im Obergeschoss rechteckig.
Die Einfriedung besteht aus Staketenzaunfeldern zwischen Putzpfeilern mit Abdeckplatten; der Zaun ist auf eine niedrige Bruchsteinmauer aufgesetzt.

## Geschichte
Johann Gottfried Böthgen, Baugewerkeunternehmer aus Radebeul, errichtete sich als „Bauender, Bauleiter und Ausführender“ im Jahr 1902 ein Wohnhaus, direkt neben den Gleisen der Bahnstrecke Leipzig–Dresden. Die Rohbauvollendungsanzeige stammt aus dem September 1902, die Ingebrauchnahmegenehmigung erging im März 1903.
Von 1913 bis 1934 wohnte der Künstler Max Brösel mit seiner Familie unter dieser Adresse.
Bei der Restaurierung des denkmalgeschützten Gebäudes nach der Wende wurde der ursprüngliche Balkon wiederhergestellt.